# Малая Илиада
«Ма́лая Илиа́да» — древнегреческая эпическая поэма, созданная в VII веке до н. э. и повествовавшая о заключительном этапе Троянской войны. Её автором считался Лесх (Лесхей) с Лесбоса.

## Авторство и время создания
Согласно филологу Фанию, Лесх состязался с Арктином и победил его. Павсаний называет его так: Лесхеос из Пирры, сын Эсхилина, «Илионские таблицы» называют автором поэмы Лесха из Пирры. В «Хрестоматии Прокла» он назван Лесхом из Митилены. По Евсевию, время жизни Лесха относится к 30-й Олимпиаде (660—656 гг. до н. э.).